# Кубок Латвії з футболу 2003
Кубок Латвії з футболу 2003 — 62-й розіграш кубкового футбольного турніру в Латвії. Титул вперше здобув Вентспілс.

## Календар
| Раунд        | Дата              | Матчі | Клуби   |
| ------------ | ----------------- | ----- | ------- |
| Перший раунд | 3-4 травня 2003   | 11    | 43 → 32 |
| Другий раунд | 3-11 травня 2003  | 8     | 32 → 24 |
| Третій раунд | 17-20 червня 2003 | 8     | 24 → 16 |
| 1/8 фіналу   | 24 травня 2003    | 8     | 16 → 8  |
| 1/4 фіналу   | 1 червня 2003     | 4     | 8 → 4   |
| 1/2 фіналу   | 15 червня 2003    | 2     | 4 → 2   |
| Фінал        | 28 вересня 2003   | 1     | 2 → 1   |

## Перший раунд
| Команда 1                   | Рахунок | Команда 2                 |
| --------------------------- | ------- | ------------------------- |
| 3 травня 2003               |         |                           |
| Фламінко (Рига) (3)         | 1:2     | Сконто (юніори, Рига) (3) |
| Кварц Мадона (3)            | 0:2     | Вієсуліс (Рига) (3)       |
| Дижванагі-2 (Резекне) (3)   | 4:1     | Гулбене (3)               |
| Сенаторс (Рига) (3)         | 1:4     | Альбертс (Рига) (3)       |
| 4 травня 2003               |         |                           |
| Латвіяс Фінієрис (Рига) (3) | 5:3 дч  | Салдус (3)                |
| Віола-2 (Єлгава) (3)        | 2:0     | Фотомікс (Бауска) (3)     |
| Вента (Вентспілс) (3)       | 2:0     | Міку (Лієпая) (3)         |
| Ринужи (Рига) (3)           | 5:2     | Лінде-Н (Кулдіга) (3)     |
| Офрісс (Рига) (3)           | 4:0     | Лудза-2 (3)               |
| Абулс (Смілтене) (3)        | 0:1     | ЮФЦ (Рига) (3)            |
| Лудзе (3)                   | -:+     | Алуксне (3)               |

## Другий раунд
| Команда 1                      | Рахунок | Команда 2                   |
| ------------------------------ | ------- | --------------------------- |
| 3 травня 2003                  |         |                             |
| Діттон/Юніорс (Даугавпілс) (3) | 1:2     | Ілуксте (3)                 |
| Юрмала (2)                     | 8:0     | Варавішкне (Лієпая) (3)     |
| 7 травня 2003                  |         |                             |
| Сконто (юніори, Рига) (3)      | 3:1     | Ринужи (Рига) (3)           |
| Віола (Єлгава) (2)             | 1:0     | ЮФЦ (Рига) (3)              |
| 10 травня 2003                 |         |                             |
| Вієсуліс (Рига) (3)            | 4:2     | Офрісс (Рига) (3)           |
| 11 травня 2003                 |         |                             |
| Алуксне (3)                    | 4:3     | Дижванагі-2 (Резекне) (3)   |
| Вента (Вентспілс) (3)          | 2:0     | Віола-2 (Єлгава) (3)        |
| Альбертс (Рига) (3)            | 1:2     | Латвіяс Фінієрис (Рига) (3) |

## Третій раунд
| Команда 1                        | Рахунок | Команда 2                   |
| -------------------------------- | ------- | --------------------------- |
| 17 травня 2003                   |         |                             |
| Вієсуліс (Рига) (3)              | 0:1     | Віола (Єлгава) (2)          |
| Вента (Вентспілс) (3)            | 2:0     | Дижнавагі (Резекне) (2)     |
| 18 травня 2003                   |         |                             |
| РАФ (2)                          | 0:3     | Юрмала (2)                  |
| Намейс (Єкабпілс) (2)            | 0:4     | Латвіяс Фінієрис (Рига) (3) |
| Балву Вілкі/АТУ (2)              | 0:8     | Діттон (Даугавпілс) (2)     |
| Алуксне (3)                      | 0:8     | ЮФЦ Сконто (Рига) (2)       |
| Ілуксте (3)                      | 0:3     | Мультибанк (Рига) (2)       |
| 20 травня 2003                   |         |                             |
| Зібенс/Земессардзе (Ілуксте) (2) | 3:1     | Сконто (юніори, Рига) (3)   |

## 1/8 фіналу
| Команда 1           | Рахунок | Команда 2                        |
| ------------------- | ------- | -------------------------------- |
| 24 травня 2003      |         |                                  |
| Гауя (Валмієра) (2) | 2:3     | Діттон (Даугавпілс) (2)          |
| Віола (Єлгава) (2)  | 0:5     | Дінабург                         |
| Металургс (Лієпая)  | 5:0     | Вента (Вентспілс) (3)            |
| Юрмала (2)          | 2:0     | Мультибанк (Рига) (2)            |
| Ауда (Рига)         | 0:8     | Сконто                           |
| Вентспілс           | 11:0    | Латвіяс Фінієрис (Рига) (3)      |
| РКБ-Арма (Рига)     | 0:4     | ЮФЦ Сконто (Рига) (2)            |
| Рига                | 3:0     | Зібенс/Земессардзе (Ілуксте) (2) |

## 1/4 фіналу
| Команда 1               | Рахунок      | Команда 2             |
| ----------------------- | ------------ | --------------------- |
| 1 червня 2003           |              |                       |
| Діттон (Даугавпілс) (2) | 1:1 пен. 3:5 | Юрмала (2)            |
| Дінабург                | 0:1          | Рига                  |
| Сконто                  | 4:1          | Металургс (Лієпая)    |
| Вентспілс               | 2:0          | ЮФЦ Сконто (Рига) (2) |

## 1/2 фіналу
| Команда 1      | Рахунок | Команда 2  |
| -------------- | ------- | ---------- |
| 15 червня 2003 |         |            |
| Сконто         | 4:1     | Рига       |
| Вентспілс      | 3:1     | Юрмала (2) |

## Фінал
| 28 вересня 2003 |

| Сконто | 0:4      | Вентспілс                                                |
| ------ | -------- | -------------------------------------------------------- |
|        | Протокол | Агафонов 10' Смірновс 22' Рімкус 43' Стукалін 55' (пен.) |

| Сконто, Рига Глядачів: 4 500 Арбітр: Володимир Осипов |